# كأس زنجبار
كأس زنجبار  (بالإنجليزية: Zanzibari Cup)‏ هي بطولة رسمية لكرة القدم في زنجبار، تأسست سنة 1974م.

## مصدر
1. ↑  Zanzibar - List of Cup Winners, RSSSF.com نسخة محفوظة 20 يوليو 2017 على موقع واي باك مشين.